# Outjo
Outjo è una cittadina di 5 000 abitanti della Namibia settentrionale, nella regione del Kunene. 

## Geografia antropica
Si trova all'intersezione fra le strade statali C39 e C38, a circa 100 km da Okaukuejo, uno degli ingressi del Parco nazionale d'Etosha, e 95 km a est di Khorixas. È uno dei maggiori centri della Namibia settentrionale: vi si trovano agenzie delle principali banche namibiane (First National Bank e Standard Bank), un ospedale, e altri servizi. L'economia è basata sull'allevamento.

## Storia
La città fu fondata nel 1897 dal colonnello delle Schutztruppe Theodor Leutwein, che stabilì nella regione una piccola base militare per l'esplorazione della parte settentrionale dell'Africa Tedesca del Sud-Ovest, e in particolare dell'Ovamboland. In seguito, ebbe la sua base a Outjo il maggiore Viktor Franke, ricordato per le sue missioni esplorative nel nord e le sue campagne militari contro i Portoghesi dell'Angola.
Nell'ottobre del 1914, mentre le sorti della prima guerra mondiale volgevano al peggio per i tedeschi e i sudafricani premevano da sud, da Outjo fu mandata in Angola una delegazione diplomatica per cercare di ottenere un trattato di non aggressione reciproca. I delegati furono massacrati. Nello stesso anno Franke guidò una spedizione punitiva che conquistò il forte portoghese di Impalila.

## Luoghi di interesse
Outjo si trova nei pressi del Parco nazionale d'Etosha e delle grotte di Gamkarab, note per le formazioni rocciose, stalattiti e stalagmiti.
La casa dove visse Victor Franke è oggi un museo (Franke Haus Museum), dove sono raccolte informazioni sulla campagna di Franke contro Impalila; questa impresa è commemorata anche dal "monumento di Impalila".
Nei pressi di Outjo si trova anche il celebre Vingerklip, un monolito di 35 m di altezza la cui forma, modellata dall'erosione, ricorda quella di un immenso dito puntato verso il cielo. Nella vicina località di Omburo Ost c'è un sito di incisioni rupestri boscimani.